# 小行星1460
小行星1460（1460 Haltia）是一颗围绕太阳公转的小行星。1937年11月24日，爾約·維薩拉在图尔库发现了此天体。
該小行星以位於芬蘭和挪威兩國交界處的哈爾蒂亞峰命名。
这颗小行星的绝对星等为358.2463887544716等。